# Lettensteg
Der Lettensteg ist eine Brücke für Fussgänger und Velofahrer in Zürich, die das Gewerbeschulquartier mit Wipkingen verbindet. Sie trägt ihren Namen wie das Quartier Letten nach dem Flurnamen Letten, der sich aus dem zürichdeutschen Lätt für Lehm ableitet.
Die Brücke wurde zusammen mit dem Kraftwerk Letten erbaut und 1885 freigegeben. Er gliedert sich in zwei Abschnitte: der nördlichere Teil überquert den Oberwasserkanal des Kraftwerks, der von einem kleinen Damm von der Limmat abgetrennt ist, die hier vor allem Wasser der Sihl führt. 
Um 1899 wurde der Steg auf der linken Limmatseite mit Rampen ergänzt, sodass er auch mit Kinder- und Handwagen benutzt werden konnte und der Viehtrieb über den Steg möglich wurde. Der Bau der Rampe erfolgte anstelle des damals schon vorgesehenen Dammstegs aufgrund einer Motion der Wipkinger. Sie verlangten den Dammsteg mit dem Hinweis, dass es zwischen der Wipkingerbrücke und der Bahnhofbrücke keine Möglichkeit geben würde, die Limmat mit Handwagen zu überqueren. 1929 wurde wenig oberhalb des Stegs die Kornhausbrücke eröffnet, wodurch der Lettensteg an Bedeutung verlor.
Der ursprüngliche Gitterträger wurde in den 1970er-Jahren durch einen Betonbalken ersetzt. Die Brücke war in den 1990er-Jahren Teil der offenen Drogenszene in Zürich, weshalb sie nach deren Räumung 1995 mit verschliessbaren Toren versehen wurde und nachts verschlossen ist.

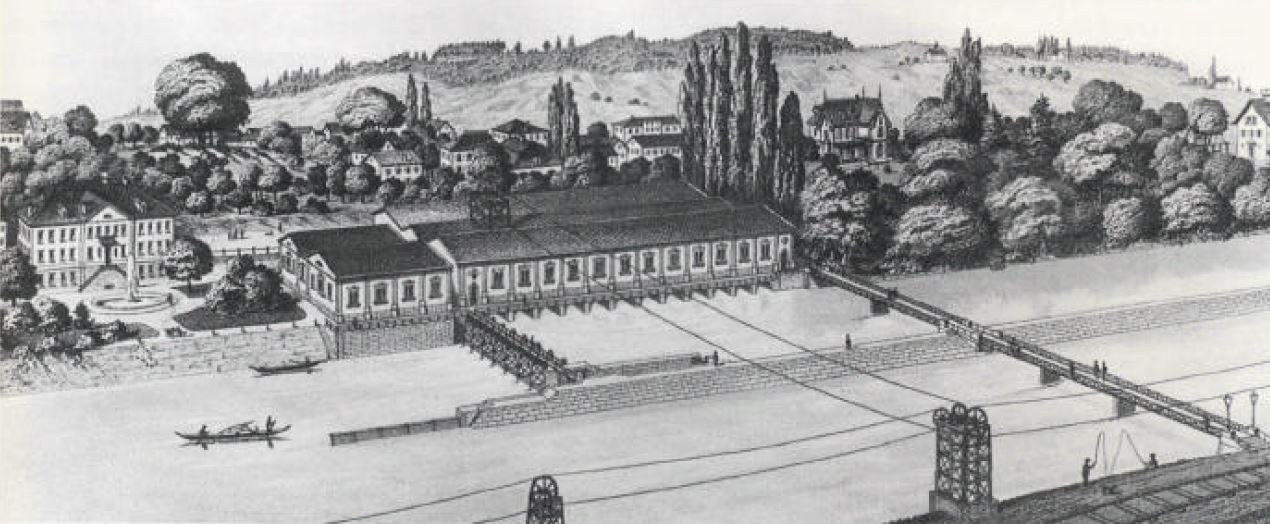
Altes Lettenkraftwerk
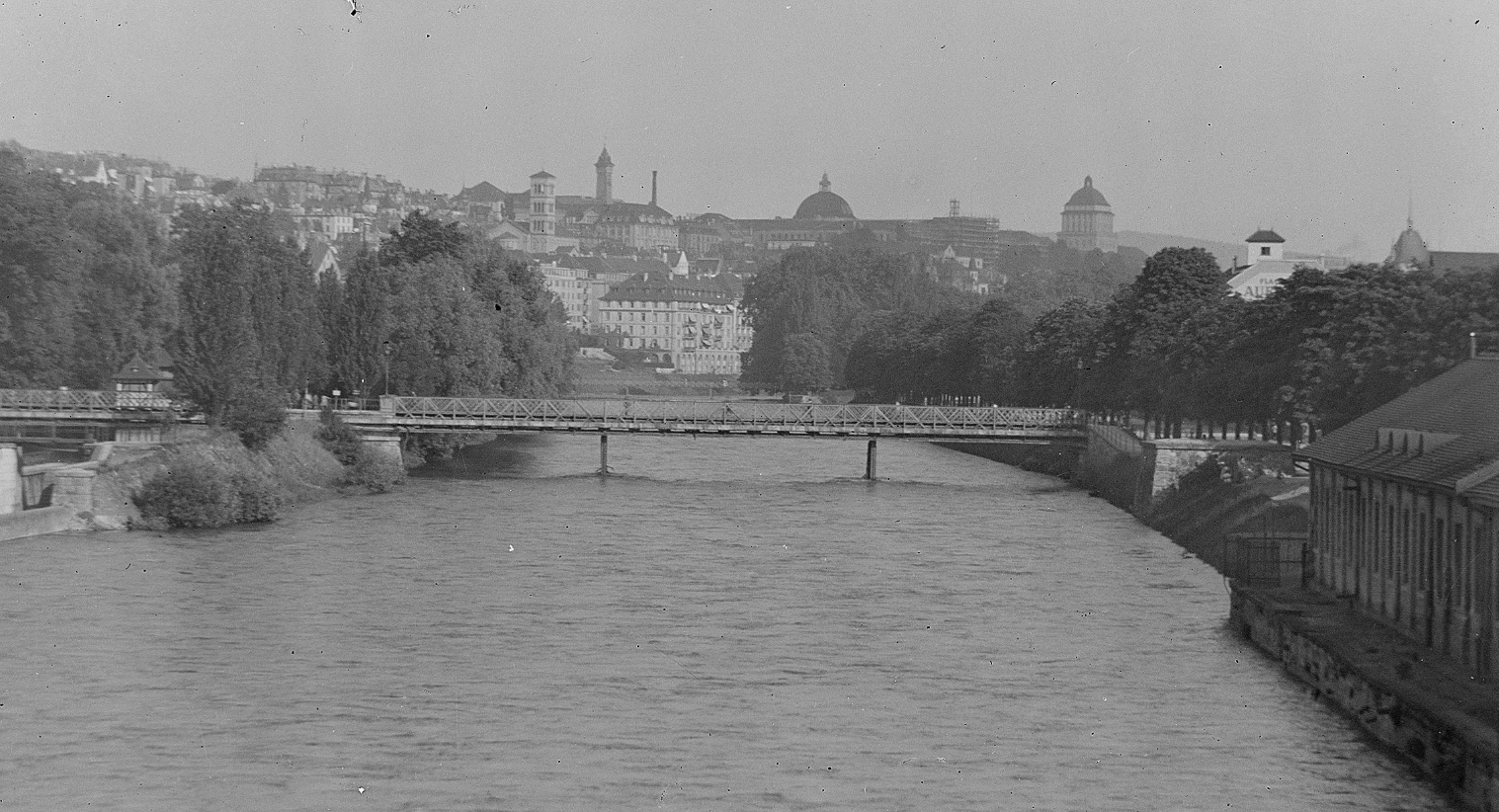
Ursprünglicher Lettensteg 1922